# Γ-hidroksibutirat
γ-hidróksibutirát, 4-hidroksibutanojska kislina, natrijev oksibat ali GHB je naravno prisotna substanca v centralnem živčnem sistemu, kjer deluje kot živčni prenašalec, prisotna pa je tudi v vinu, citrusih in skoraj vseh živalih. V ZDA se uporablja kot zdravilo narkolepsije, licenco za prodajo pa nosi podjetje Jazz Pharmaceuticals, pod tržnim imenom Xyrem. GHB je velikokrat zlorabljen v nočnih klubih in na rejvih, pa tudi kot droga za posilstvo na zmenkih, zaradi česar je v mnogih državah označen kot nelegalna droga.

## Farmakologija
Po zaužitju se GHB hitro absorbira iz prebavil, učinek pa se pokaže 15 min po zaužitju in traja do 4 ure, odvisno od vnesene količine.
Je endogeni živčni prenašalec (nevrotransmiter) ali nevromodulator v centralnem živčnem sistemu, predvsem v možganska skorji, srednjih možganih (mezencefalonu), bazalnih ganglijih in hipokampusu, ter presnovek (metabolit) gama-aminomaslene kisline (GABA), inhibitornega nevrotransmiterja. V centralnem živčnem sistemu se veže na receptorje za GHB, ki vplivajo na delovanje receptorjev GABA-B, pri zastrupitvi pa se GHB na slednje veže tudi neposredno ter tako deluje zaviralno na centralni živčni in srčno-žilni sistem.
Po prepovedi uporabe GHB se je povečala uporaba naravnih prekurzorjev, ko sta gamabutirolakton (GBL) in 1,4-butandiol (1,4-BD). Po absorpciji se oba hitro pretvorita v GHB, zato je njuno delovanje in klinična slika zastrupitve podobna GHB-ju.

## Uporaba
GHB je bil sprva uporabljen kot splošni anestetik, vendar so ga zaradi slabega protibolečinskega delovanja in povzročanja krčev opustili. V 90.. letih dvajsetega stoletja se je razširila zloraba zaradi evforičnega delovanja, predvsem v nočnih klubih in na rejvih. Dokumentirani so tudi primeri zlorabe pri posilstvih, saj povzroči umiritev in izgubo spomina žrtve. Leta 2002 je ameriški vladni urad FDA odobril uporabo GHB-ja za zdravljenje narkolepsije.
Običajno se GHB nahaja v obliki tekočine brez barve in vonja ter skoraj brez okusa, redkeje v obliki prahu, kapsul in tablet. Standardna doza v obliki čistega prahu je od 1-3 g, pri nekaterih, ki razvijejo toleranco za GHB pa tudi 4-5 g. 1 g prahu je lahko raztopljen že v 1 ml vode. Najpogostejša poulična imena droge so GHB, G, Gama-OH, tekoči ekstazi, tekoči E, tekoči X, v angleško govorečih deželah pa še kot Cherry Meth, Easy lay, Everclear, Fantasy, G-Riffick, GBH, Georgia Home Boy, Great Hormones at Bedtime, Grievous Bodily Harm, Jib, Organic Quaalude, Salty water, Scoop, Soap in Water.
Okoli 80 % vseh uporabnikov je moškega spola, starosti večinoma od 18-25 let.
Nekateri atleti in bodibilderji uporabljajo GHB za zvišanje koncentracije rastnega hormona, kar je regulirano preko muskarinskih acetilholinskih receptorjev (mAChR). Učinek se lahko inhibira z uporabo pirenzepina.

## Zastrupitev in zdravljenje
Najpogostejši simptomi pri zastrupitvi so omotičnost, izguba spomina, nehotni ritmični gibi zrkel, ozke zenice, zanašanje pri hoji, mišična ohlapnost, mišični zgibki in krči, počasen srčni utrip (bradikardija), znižani krvni tlak, počasno in plitko dihanje, podhladitev in nezavest, v skrajnem primeru lahko povzroči tudi smrt. Med prebujanjem iz nezavesti so zastrupljenci pogosto nasilni in zmedeni ter bruhajo. V kombinaciji z alkoholom lahko povzroči še slabost in razne težave pri dihanju.
GHB se dokazuje v krvi in urinu s plinsko kromatografijo z masno spektroskopijo, vendar le prvih 5 ur po zaužitju.
Zdravljenje pri zastrupitvi z GHB, GBL in 1,4-BD je le podporno in vključuje vzdrževanje prehodne dihalne poti, nadomeščanje kisika, umetno predihovanje ter dajanje atropina pri počasnem srčnem utripu in benzodiazepinov pri epileptičnih krčih. Priporočljivo je tudi dajanje aktivnega oglja. Izpiranje želodca ni učinkovito, specifičnega protistrupa (antidota) pa ni.